# Августа Ангальт-Дессауская
Амалия Августа Ангальт-Дессауская (нем. Amalie Auguste von Anhalt-Dessau; 18 августа 1793, Дессау — 12 июня 1854, Рудольштадт) — княгиня Шварцбург-Рудольштадтская.

## Биография
Августа была старшим ребёнком наследного принца Фридриха Ангальт-Дессауского (1769—1814) и его супруги принцессы Амалии Гессен-Гомбургской (1774—1846). По линии отца — внучка Леопольда III Ангальт-Дессауского и Луизы Бранденбург-Шведтской, по матери — ландграфа Фридриха V Гессен-Гомбургского и Каролины Гессен-Дармштадтской.
Принцесса Августа вышла замуж 15 апреля 1816 года в Дессау за своего двоюродного брата — князя Фридриха Гюнтера Шварцбург-Рудольштадтского (1793—1867), сына князя Людвига Фридриха II и Каролины Гессен-Гомбургской.
Нежная и дружелюбная принцесса была популярна среди населения и считалась покровительницей науки и искусства. Она скончалась 12 июня 1854 года и была похоронена в королевском склепе на кладбище в Рудольштадте. После её смерти Фридрих Гюнтер женился на графине Елене фон Рейна (нем. Helene von Reina; (1835—1860), дочери младшего брата Августы, принца Георга, и его морганатической супруги Терезы Эммы Эрдмансдорф.

## Дети
В браке родилось трое сыновей:
- Гюнтер (1818—1821)
- Гюнтер (1821—1845)
- Густав Адольф (1828—1837)